# Avatele
Avatele (pron. niveana: avasele) è un villaggio, che costituisce anche una municipalità ed un distretto elettorale, dell'isola di Niue, nell'Oceano Pacifico. Il villaggio si trova sulla costa meridionale, nella regione storica tribale di Tafiti. Ha una popolazione di 139 abitanti ed una superficie di 13,99 km².
Al largo della graziosa insenatura del villaggio, con una piccola spiaggia di scogli, si trovano ottimi punti per immersioni: The Ridges (i crinali), Snake Gully (gola dei serpenti), piena di serpenti marini, e The Fans (i ventagli), leggermente più a sud, con splendidi ventagli di gorgonie a pofundità superiori a 30 metri.